# Branko Cikatić
Branko Cikatić (Split, 3. listopada 1954. – Solin, 23. ožujka 2020.) bio je hrvatski kickboksač, prvi pobjednik turnira K-1 Grand Prix u Japanu, 20. travnja 1993. godine. Nadimak mu je bio "Hrvatski tigar".

## Životopis i karijera
Do osamnaeste godine posjedovao je crni pojas u taekwondou, karateu i plavi pojas u judu. Nakon toga počinje se baviti boksom, u kojem u 17 borba ostvaruje 16 pobjeda.
Proslavio se 1990-ih borbama u kickboksu i tajlandskom boksu. Među rijetkima koji su ga uspjeli poraziti su Dennis Alexio, Drago Milinković i Don Wilsono.
Godine 1989. njemački časopis "Karate Budo Magazine" dodijelio mu je nagradu "Zlatna rukavica" te ga proglasio najpopularnijim u svijetu borilačkih športova, iza njega su završili Jean-Claude Van Damme i Chuck Norris.
Iznenadio je svijet borilačkih vještina kad je u dobi od 38 godina osvojio prvi K-1 turnir nokautima u sve tri borbe. U završnici dobio je velikog Ernesta Hoosta. Turnir je osvojio s 38 godina i 208 dana te je i dan danas najstariji borac kojemu je to uspjelo.
U amaterskoj karijeri skupio je 170 borba od toga 152 pobjede (138 nokautom)[nedostaje izvor] (u kojem športu?). 
Na temelju iskaza Đina Zekana 7. svibnja 2001. godine Županijski sud u Zagrebu protiv Cikatića je otvorio istragu, zbog navodnog naručivanja ubojstva Mirka Filipovića. Dana 16. veljače 2004. godine Županijsko državno odvjetništvo odustalo je od kaznenog progona Branka Cikatića. U obrazloženju te odluke stoji da je Cikatić logično i razumno obrazložio zašto podatci iz njegovoga privatnoga, športskoga ili poslovnoga životopisa pokazuju da nije razumno zaključiti kako bi on poticao Đinu Zekana na ubojstvo Mirka Filipovića. Osnovao je i zaštitarsku tvrtku Tigar-Cikatić Security, ali je njegov direktor Zvonimir Lučić osnovao vlastitu tvrtku "Zvonimir Security" u koju su prešli većina zaštitara iz Cikatićeve.
Stekao je zvanje diplomiranog profesora kineziologije, suautor je knjige K-1 koja je postala obvezna literatura na Fakultetu športa i tjelesnog odgoja Sveučilišta u Sarajevu.
Okušao se i u Hollywoodu. Glumio je u filmu "Skyscraper" s Anne Nicole Smith.

## Nagrade i odlikovanja
- 1989. godine njemački časopis "Karate Budo Magazine" dodijelio mu je nagradu "Zlatna rukavica"
- Dobitnik je brojnih državnih odlikovanja od kojih se ističe ono predsjednika Franje Tuđmana koji ga je odlikovao Redom hrvatskog trolista za promicanje Hrvatske države u svijetu.

## Titule

### Profesionalna karijera
- 1998. svjetski prvak po organizaciji WMTA u Zagrebu
- 1994. 3. mjesto na K-1 Grand Prix u Tokiju
- 1993. K-1 World Grand Prix prvak u Tokiju
- 1991. svjetski prvak u tajlandskom boksu u Berlinu
- 1990. svjetski prvak po organizaciji IKBF u kickboksu
- 1989. prvak po WKA u kickboksu
- 1987. svjetski prvak u tajlandskom boksu o 82,5 kg u Amsterdamu
- 1986. europski prvak u tajlandskom boksu u Parizu
- 1985. europski prvak u tajlandskom boksu u Amsterdamu

### Amaterska karijera
- 1983. europski prvak u Caenu  (Full-Contact)
- 1982. europski prvak u Berlinu  (Full-Contact)
- 1981. europski prvak po organizaciji WAKO u Dublinu  -79 kg (full-contact)
- 1981. svjetski prvak po organizaciji WKKA u Miamiu 79 kg (full-contact)
- 1980. europski prvak po organizaciji WAKO u Londonu  -79 kg (full-contact)
- 1979. europski prvak po organizaciji WAKO u Milanu  -79 kg (Full-Contact)